# Millaa Millaa
Millaa Millaa – miasto w Australii, w stanie Queensland.